# Agger

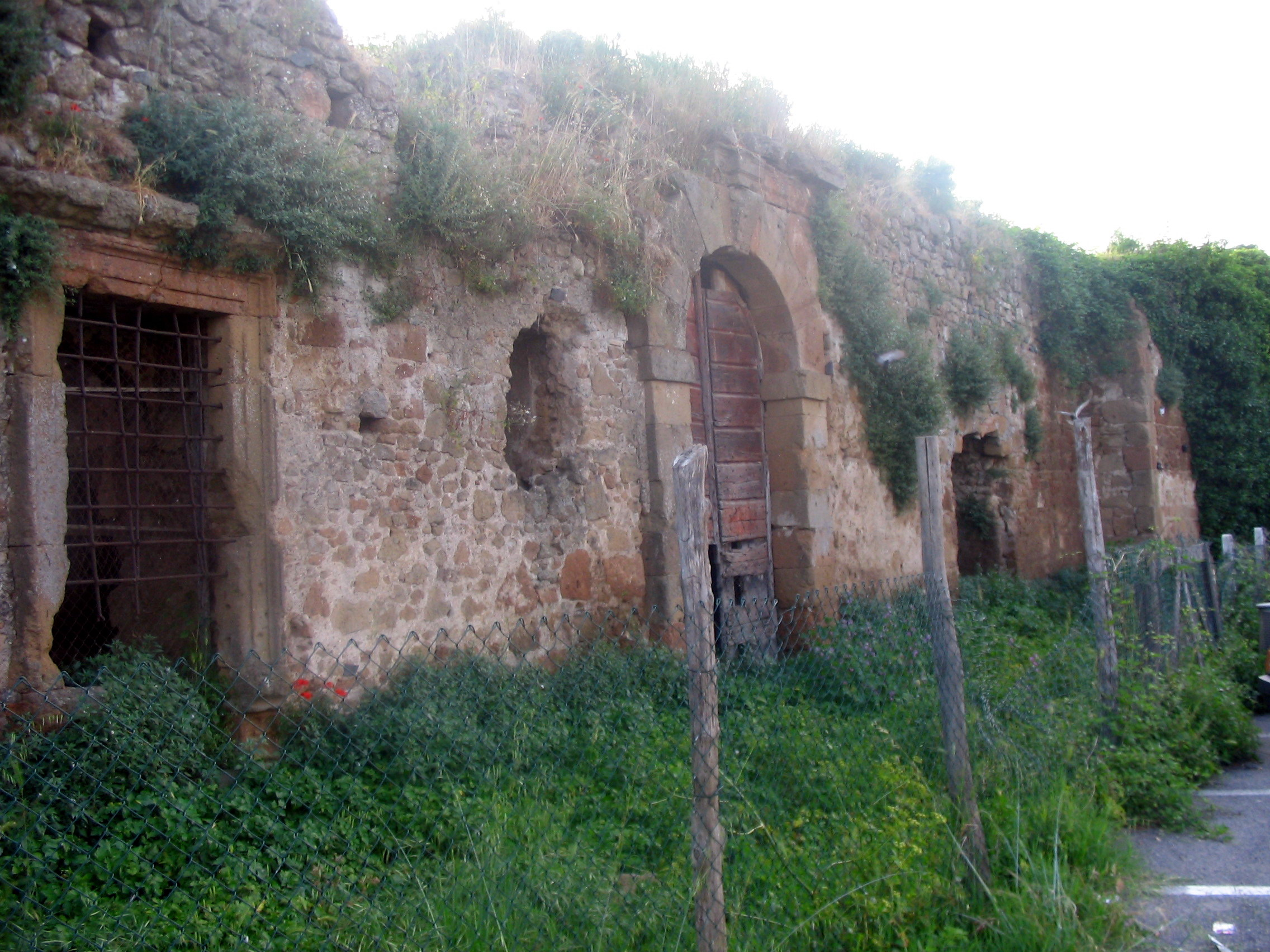
Pozostałości po aggerze w miejscowości Ardea we Włoszech.

Agger (łac. agger) – element fortyfikacji stosowany we wczesnym okresie Republiki Rzymskiej – wał, nasyp ziemny okalający miasto lub rzymski obóz wojskowy – castra romana. Pierwotnie Rzym również był otoczony aggerem do czasu wzniesienia murów obronnych przez Serwiusza Tuliusza.